# Innocenti evasioni 2006
Innocenti evasioni 2006 è un album raccolta di brani del cantautore italiano Lucio Battisti riletti da altri artisti.
Il disco è stato preceduto da Innocenti evasioni del 1993 e Innocenti evasioni 2 del 1994, e contiene alcuni brani già presenti in una di queste precedenti compilation.

## Tracce
1. Nek - Sì, viaggiare
2. Cesare Cremonini -Innocenti evasioni
3. Max Pezzali Vs. Stylophonic - La metro eccetera
4. Irene Grandi - Uno in più
5. Nomadi - Prigioniero del mondo
6. Raf - E penso a te
7. Loredana Bertè - Prendi fra le mani la testa
8. Samuele Bersani - Il leone e la gallina
9. Litfiba - Il tempo di morire
10. Enrico Ruggeri - Anche per te
11. Dolcenera - Emozioni
12. Sugarfree - Una donna per amico
13. Giorgia - Nessun dolore
14. Ligabue - I giardini di marzo (unplugged)